# Кибохайни
Кибохайни — озеро на территории Сосновецкого сельского поселения Беломорского района Республики Карелии.

## Общие сведения
Площадь озера — 1,2 км². Располагается на высоте 127,1 метров над уровнем моря.
Форма озера продолговатая: оно вытянуто с северо-запада на юго-восток. Берега практически полностью заболоченные.
Из юго-восточной оконечности озера вытекает безымянный водоток, впадающий в озеро Компаковское, через которое протекает река Рува, вытекающая из озера Хижъярви. Рува втекает в реку Куженгу, впадающую, в свою очередь, в озеро Берёзовое. Последнее соединяется короткой протокой с озером Тунгудским, через которое протекает река Тунгуда, впадающая в реку Нижний Выг.
Код объекта в государственном водном реестре — 02020001311102000008654.